# Verdenskalender
Verdenskalenderen (engelsk: the World Calendar) er et forslag til kalenderreform (en), og er en forenkling af den gregorianske kalender. Den udligner månedernes længde så alle måneder har 30 eller 31 dage, og indfører en skuddagsmekanisme så en given dato altid falder på samme ugedag.

## Beskrivelse
I Verdenskalenderen er der 4 kvartaler, hvor hvert kvartal yderligere er delt i 3 måneder (altså de 12 måneder, vi kender fra den gregorianske kalender). Januar, april, juli, og oktober er første måned i deres respektive kvartaler, og månederne i hvert kvartal består af henholdsvis 31, 30 og 30 dage, altså 91 dage tilsammen. Dermed indeholder hvert kvartal 13 hele uger af hver 7 dage. Den første dag i hvert kvartal er altid en søndag, og den sidste dag i hvert kvartal er en lørdag.
Da en sådan kalender ellers ville have 364 dage, og dermed være ude af trit med solåret, gør Verdenskalenderen brug af såkaldte interkalare dage (en). Efter den sidste dag i det fjerde kvartal (dvs. efter 30. december) indføres den såkaldte Verdensdag, og i skudår indsættes desuden en "skudårsdag" efter den sidste dag i det andet kvartal (dvs. efter 30. juni). Begge disse dage er interkalare, hvilket betyder, at de hverken er del af noget kvartal eller nogen måned. Disse dage har heller ingen ugedag, men er i stedet en art venteperiode, før kalenderen vender tilbage til sin normale rytme med kvartaler og måneder og uger.
Alle dage får samme dato i forhold til ugedagen, eksempelvis falder 19. april således altid på en torsdag. Derved bliver kalendersystemet fuldstændig ens fra år til år, idet det kun er årstallet, der skifter. Denne enkelthed er kalendersystemets grundidé.

## Historie
Verdenskalenderen har sine rødder i den italienske abbed Marco Mastrofini (1763-1845) og hans kalendersystem fra 1834, som er et forslag til reform og forenkling af den gregorianske kalender. Også den franske astronom Gaston Armelin (fr) (1860-1941) udviklede i 1887 sin egen reformerede kalender (en), der havde store ligheder med den senere Verdenskalender.
|    | 1. måned                                           | 1. måned                                           | 1. måned                                           | 1. måned                                           | 1. måned                                           | 2. måned                                           | 2. måned                                           | 2. måned                                           | 2. måned                                           | 3. måned                                           | 3. måned                                           | 3. måned                                           | 3. måned                                           | V |
| Q1 | Januar                                             | Januar                                             | Januar                                             | Januar                                             | Januar                                             | Februar                                            | Februar                                            | Februar                                            | Februar                                            | Marts                                              | Marts                                              | Marts                                              | Marts                                              |   |
| Q2 | April                                              | April                                              | April                                              | April                                              | April                                              | Maj                                                | Maj                                                | Maj                                                | Maj                                                | Juni                                               | Juni                                               | Juni                                               | Juni                                               |   |
| Q3 | Juli                                               | Juli                                               | Juli                                               | Juli                                               | Juli                                               | August                                             | August                                             | August                                             | August                                             | September                                          | September                                          | September                                          | September                                          |   |
| Q4 | Oktober                                            | Oktober                                            | Oktober                                            | Oktober                                            | Oktober                                            | November                                           | November                                           | November                                           | November                                           | December                                           | December                                           | December                                           | December                                           |   |
| S  | 01                                                 | 08                                                 | 15                                                 | 22                                                 | 29                                                 | 05                                                 | 12                                                 | 19                                                 | 26                                                 | 03                                                 | 10                                                 | 17                                                 | 24                                                 |   |
| M  | 02                                                 | 09                                                 | 16                                                 | 23                                                 | 30                                                 | 06                                                 | 13                                                 | 20                                                 | 27                                                 | 04                                                 | 11                                                 | 18                                                 | 25                                                 |   |
| T  | 03                                                 | 10                                                 | 17                                                 | 24                                                 | 31                                                 | 07                                                 | 14                                                 | 21                                                 | 28                                                 | 05                                                 | 12                                                 | 19                                                 | 26                                                 |   |
| O  | 04                                                 | 11                                                 | 18                                                 | 25                                                 | 01                                                 | 08                                                 | 15                                                 | 22                                                 | 29                                                 | 06                                                 | 13                                                 | 20                                                 | 27                                                 |   |
| T  | 05                                                 | 12                                                 | 19                                                 | 26                                                 | 02                                                 | 09                                                 | 16                                                 | 23                                                 | 30                                                 | 07                                                 | 14                                                 | 21                                                 | 28                                                 |   |
| F  | 06                                                 | 13                                                 | 20                                                 | 27                                                 | 03                                                 | 10                                                 | 17                                                 | 24                                                 | 01                                                 | 08                                                 | 15                                                 | 22                                                 | 29                                                 |   |
| L  | 07                                                 | 14                                                 | 21                                                 | 28                                                 | 04                                                 | 11                                                 | 18                                                 | 25                                                 | 02                                                 | 09                                                 | 16                                                 | 23                                                 | 30                                                 |   |
| V  | Verdensdag følger december; Skudårsdag følger juni | Verdensdag følger december; Skudårsdag følger juni | Verdensdag følger december; Skudårsdag følger juni | Verdensdag følger december; Skudårsdag følger juni | Verdensdag følger december; Skudårsdag følger juni | Verdensdag følger december; Skudårsdag følger juni | Verdensdag følger december; Skudårsdag følger juni | Verdensdag følger december; Skudårsdag følger juni | Verdensdag følger december; Skudårsdag følger juni | Verdensdag følger december; Skudårsdag følger juni | Verdensdag følger december; Skudårsdag følger juni | Verdensdag følger december; Skudårsdag følger juni | Verdensdag følger december; Skudårsdag følger juni | V |

I 1930 blev The World Calendar Association (TWCA) grundlagt af den amerikanske aktivist Elisabeth Achelis (en) (1880-1973), med det mål at få gennemført en verdensomspændende indførelse af Verdenskalenderen. Organisationen fungerede de næste godt 25 år som The World Calendar Association, Inc. Igennem 1930'erne voksede støtten til den nye kalender i Folkeforbundet, forløberen for De Forenede Nationer. 
Efter Anden Verdenskrig arbejdede Achelis videre på en verdensomspændende accept af Verdenskalenderen. Achelis syntes, at FN var den rette instans til at få vedtaget denne kalenderreform. Men den amerikanske regering besluttede i FN i 1955 ikke at anbefale kalendersystemet indført som international norm. Denne beslutning skete især på baggrund af religiøse amerikanske borgeres indvendinger. I 1956 opløste Achelis The World Calendar Association, Incorporated. Organisationen blev erstattet af The World Calendar Association, International, der fungerede op til 2013, hvis sidste formand Wayne Edward Richardson døde i 2020.

## Holdninger

### Fordele
Fortalere for Verdenskalenderen mener, at dens regularitet er en stor fordel. Dens simple struktur, hvor hver dato altid falder på samme ugedag, og hvor månedernes længde følger det let-huskelige 31-30-30 mønster, gør at kalenderen kan læres udenad på samme måde, som man lærer klokken. En anden af Verdenskalenderens strukturmæssige fordele over den gregorianske kalender er, at de eneste ændringer fra år til år er årstallet og hvorvidt der er skuddag i det pågældende år. Fortalere for kalenderen siger, at dette vil reducere behovet for at skulle udskifte kalendere hvert år. Nye kopier er ikke nødvendige hvert år, og kalendere fra tidligere år kan derfor genbruges.

### Kritik
Især i starten og midten af 1900-tallet kom kritik af Verdenskalenderen fra religioner. Formålet med at have en uge af 7 dage er så den ugentlige bededag i de abrahamitiske religioner (fredag i islam, lørdag i jødedommen, og søndag i kristendommen) altid falder på samme ugedag. Grundet de to interkalare dage bliver den ugentlige bededag skubbet med en eller to dage hvert år, og dermed falder bededagen ud af trit med weekenden. Den britiske overrabbiner Joseph Hertz (en) (1872-1946) organiserede jødisk og kristen modstand mod Verdenskalenderen. Netop dette problem med bededagene var en af grundene til, at USA ikke anbefalede indførslen af Verdenskalenderen i 1955.
En anden kritik af Verdenskalenderen er, at den ikke passer ind i ISO 8601-systemet. Verdenskalenderen har søndag som første dag i ugen, men ISO 8601 tillader kun mandag som første ugedag, og desuden tillader systemet ikke, at der er dage uden en fastsat ugedag.

## Fodnote
1. ↑  Skudår i Verdenskalenderen indtræffer efter samme regler som i den gregorianske kalender: År deleligt med 4 er skudår, medmindre året er deleligt med 100, i sig selv medmindre året er deleligt med 400